# 吉华路
吉华路（龙华区内路段为“工业路”）是深圳市内一条东西走向的道路，横跨龙岗和龙华两区；是布吉、坂田、龙华等地主要道路。

## 路段概况
吉华路（包括龙华区内的“工业路”）东起龙岗区布吉湖南立交西侧平交路口，连接 龙岗大道和粤宝路，往西北方向途径深圳东站、龙岗区第二人民医院、布吉中学、下水径、上水径而进入龙景立交，再途经秀峰、坂田、进入龙华区，于水斗老围的吉华东环二路口往西进入“工业路”，再经过油松、上塘、龙胜，最后止于大浪龙观工业路口与 龙观路连接。路面一般为双向4车道，部分路段为6车道，沿线除了龙景立交、湖南立交，其余均为平面路口。
吉华路在不同路段也有别称
- 自起点至吉华铁西路口之间一段又叫做“布吉街”，是布吉最早的商业地带。
- 水斗老围的吉华东环二路口往西的龙华区路段叫做“工业路”，因为龙华一带最早的工厂聚集地而得名。[1]

由于历史原因，本路现均划入市政管理的“县道”范畴，其中
- 起点——坂田吉华环城路口为 布楼线（布吉——光明区楼村）一部分
- 坂田吉华环城路口——终点为 雪龙线（雪象——龙华）一部分

由于其路两边是布吉、坂田、龙华等地最早开发的地块，因此车流、人流量仍然不少；再加上先天不足，部分路段也是经常拥堵。

## 历史
吉华路（包括龙华区内的“工业路”）最早为第一代的布龙公路（时至今日仍有“老布龙公路”的俗称），其雏形于1931年前出现，它是宝安县长期以来仅有的几条道路之一，也是龙华一带在20世纪80年代大开发之前通往深圳市区（以前为“深圳墟”）唯一道路。当时为砂石铺装简易路面，路宽仅能容纳小型车辆，一到雨天便无法行驶。
抗战时期，东江纵队曾在此路沿线进行游击战，干扰破坏侵华日军的补给线；由于战事影响，直到20世纪50年代才在解放军的协助下修通。之后至20世纪80年代之前为单线双向行车公路，经过此路通往深圳墟的客运巴士一天仅有一对，全路行驶下来需3个小时。
因为沿线在20世纪80年代之后开始迅速发展，本路在1984年后也逐渐修成路宽约40米、双向4车道的水泥路。道路等级提升使得沿线工厂剧增，为日后布吉、坂田、龙华等地的发展打下基础。
在20世纪90年代布吉和龙华两镇开始工业化发展之后，本路开始经常拥堵，再加上其线位较绕，路面较窄，因此在1996年新建另一条通道分流，即为今日的布龙路。在新布龙路通车后，本路则逐步更名，其中水斗老围的吉华东环二路口往西的龙华区路段叫做“工业路”，而以东的路段则叫做“吉华路”。不过在老一辈当地人口中仍把这段路称作“老布龙公路”。
2000年曾进行过大规模改造，之后2009年随着深圳地铁5号线建设，长龙——水径段进行拓宽，成为双向六车道的主干道。
2016年12月26日从布吉街道分出的吉华街道，便以该路名作为街道名称。